# ويليام لوثر هيل
ويليام لوثر هيل (بالإنجليزية: William Luther Hill) هو محامي وسياسي أمريكي، ولد في 17 أكتوبر 1873 في غينزفيل في الولايات المتحدة، وتوفي بنفس المكان في 5 يناير 1951. حزبياً، نشط في الحزب الديمقراطي. وقد انتخب عضو مجلس الشيوخ الأمريكي.